# Babinac (Nagypisznice)
Babinac falu Horvátországban Belovár-Bilogora megyében. Közigazgatásilag Nagypisznicéhez tartozik.

## Fekvése
Belovár központjától légvonalban 17, közúton 21 km-re délkeletre, községközpontjától légvonalban 4, közúton 8 km-re északnyugatra a Bilo-hegység déli lejtőin, a Strugovnica-patak partján fekszik.

## Története
A határában talált régészeti leletek szerint Babinac területe már az őskorban is lakott volt. Stjepan Topolovčan szántóföldjén az újkőkori vonaldíszes kultúra egyik képviselőjéhez, az i. e. 4600 és 4200 között virágzott korenovói kulturához tartozó kerámia töredékek kerültek elő. A kultúra fő lelőhelye a Belovár melletti Malo Korenovo, melyről a nevét kapta.
A falu területe a 17. századtól népesült be, amikor a török által elpusztított, kihalt területre folyamatosan telepítették be a keresztény lakosságot. 1774-ben az első katonai felmérés térképén „Babinacz” néven találjuk. A település katonai közigazgatás idején a szentgyörgyvári ezredhez tartozott. 
A katonai közigazgatás megszüntetése után Magyar Királyságon belül Horvát-Szlavónország részeként, Belovár-Kőrös vármegye Belovári járásának része volt. 1890-ben 591, 1931-ben 639 lakosa volt. 1918-ban az új szerb-horvát-szlovén állam, majd később Jugoszlávia része lett. 1941 és 1945 között a németbarát Független Horvát Államhoz, majd a háború után a szocialista Jugoszláviához tartozott. 1991-től a független Horvátország része. 1991-ben lakosságának 51%-a horvát, 18%-a albán, 13%-a szerb, 8%-a magyar nemzetiségű volt. 2011-ben 321 lakosa volt, akik főként mezőgazdasággal foglalkoztak.

## Lakossága
| Lakosság változása | Lakosság változása | Lakosság változása | Lakosság változása | Lakosság változása | Lakosság változása | Lakosság változása | Lakosság változása | Lakosság változása | Lakosság változása | Lakosság változása | Lakosság változása | Lakosság változása | Lakosság változása | Lakosság változása | Lakosság változása |
| ------------------ | ------------------ | ------------------ | ------------------ | ------------------ | ------------------ | ------------------ | ------------------ | ------------------ | ------------------ | ------------------ | ------------------ | ------------------ | ------------------ | ------------------ | ------------------ |
| 1857               | 1869               | 1880               | 1890               | 1900               | 1910               | 1921               | 1931               | 1948               | 1953               | 1961               | 1971               | 1981               | 1991               | 2001               | 2011               |
| 0                  | 0                  | 0                  | 591                | 511                | 0                  | 0                  | 639                | 535                | 522                | 483                | 459                | 465                | 438                | 399                | 321                |

(1857 és 1869, valamint 1910 és 1921 között lakosságát Bedenikhez számították.)

## Nevezetességei
A korenovói kultúra lelőhelye.